# 比斯特拉河 (穆列什河支流)
46°57′51″N 24°54′41″E / 46.9642°N 24.9114°E
比斯特拉河是羅馬尼亞的河流，位於該國中西部，處於特蘭西瓦尼亞，屬於穆列什河的右支流，河道全長26公里，流域面積116平方公里。